# Франція в Першій світовій війні
Франція в Першій світовій війні — участь Франції у Першій світовій війні в 1914—1918 роках. Метою Франції було повернення Ельзасу й Східної Лотарингії, які були відібрані в неї Німеччиною 1871 року. Також країна прагнула захопити Саарський вугільний басейн та частину Рейнської області Німеччини, а також заволодіти турецькою Сирією. В результаті війни, Франція стала однією з країн переможців.

## Військові формування Франції у Першій світовій війні
У липні 1913 року у Франції було прийнято закон «Про трьохлітню військову службу».
• 1-ша армія (заснована у серпні 1914 року)
• 2-га армія (польова армія сухопутних військ Франції, була сформована 2 серпня 1914 року).
• 3-тя армія
• 4-та армія
• 5-та армія
• 6-та армія (була сформована 26 серпня 1914 року шляхом переформування французької армії «Лоррейн»)
• 9-армія (була сформована 29 серпня 1914 року у відповідності до французького плану XVII підготовки до збройного конфлікту з Німеччиною)

## Воєнні дії у 1914 році
Див.: Прикордонна битва (1914), План Шліффена, Іпрська битва (1914), Великий відступ (1914)

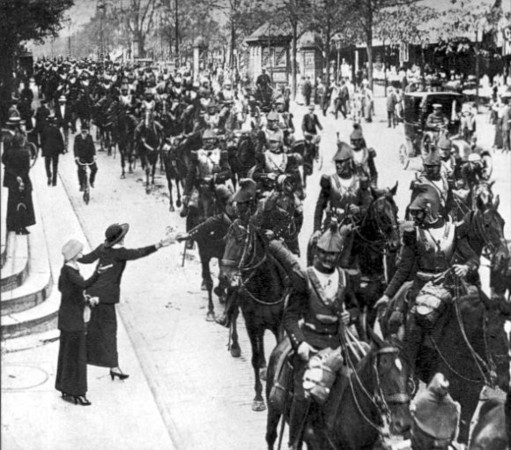
Французька кавалерія на параді 2 серпня. Париж.

З 7 серпня по 13 вересня 1914 року відбулася прикордонна битва — одна з наймасштабніших серій битв, що мала місце повздовж східного кордону Франції і Бельгії незабаром після початку Першої світової війни. В битві взяли участь близько 3 мільйонів чоловік.
Бойові дії розгорнулися на розлогому просторі території в Ельзасі, Лотарингії, Арденнах, в південній та центральній Бельгії, як форма зіткнення між стратегічними замислами французького плану XVII і наступальної концепції німецького плану «Ауфмарш II», що успадковував головну ідею плану Шліффена.
Реалізація плану Шліффена реалізовувалась повільно, оскільки основна увага німецького командування зосереджувалась на протидії 1-й та 2-й французьким арміям, що наступали в Ельзас-Лотарингії. Водночас, під зрив задумів німців поставив наступ французької 5-ї армії генерала Шарля Ланрезака в північно-західному напрямку, разом з Британським експедиційним корпусом, що діяв на його лівому фланзі.
Франко-британські сили були відкинуті німцями, які спромоглися вторгнутися у Північну Францію. Разом з тим французькі та британські ар'єргардні дії затримали просування наступаючих німецьких військ, дозволяючи французам виграти час та передислокувати свої сили для захисту Парижа.
Німецьким військам вдалося відтіснити союзні війська на територію Франції і продовжити наступ в напрямку Парижу. Однак після цих успіхів німецькій імперській армії, попри перевазі в силах і сприятливе оперативне становище, не вдалося розгромити союзні армії.
24 серпня 1–ша армія генерала Клука перейшла франко-бельгійський кордон й швидко просунулось до столиці Франції. Німецька кавалерія підійшла до околиць Парижа а літаки систематично бомбили місто. У цій ситуації Франція сподівалася на допомогу російської армії.
Російське командування перейшло у наступ у Східній Пруссії, відтягнувши на себе ряд німецьких дивізій з Західного фронту. У період з 24 серпня по 18 вересня тривав великий відступ французьких та британських військ від державного кордону до річки Марні. Північна Франція до річки Марна та Південна Бельгія були захоплені німецькими військами. З 3 по 10 вересня тривала битва на річці Марні, в якій перемогу отримало французьке військо втративши близько 600 000 вбитими та пораненими.
З 19 жовтня по 22 листопада 1914 року відбулась низка запеклих боїв між військами Антанти та німецького командування за опанування стратегічно важливого міста Іпр. Це місто стало одним з ключових місць північної ділянки Західного Фронту, де німецькі війська намагалися пробитися до важливих портів Дюнкерк і Кале.
Вперше німецькі війська намагалися захопити Іпр з ходу, діючи проти британської, французької та бельгійської армії під час наступальної операції у Фландрії, відомі як бої Бігу до моря, в період з 19 жовтня по 22 листопада 1914 року. Завдавши ударів у районі Іпра і річки Ізер, 22-24 жовтня вони форсували Ізер, але змушені були відступити, оскільки бельгійці відкрили шлюзи і затопили 12-кілометрову ділянку у гирла річки. 30 жовтня німці почали новий наступ на Іпр, але він був зупинений до 3 листопада. В цілому, до 11 листопада бох закінчилися нічийним результатом.

## 1915—1916

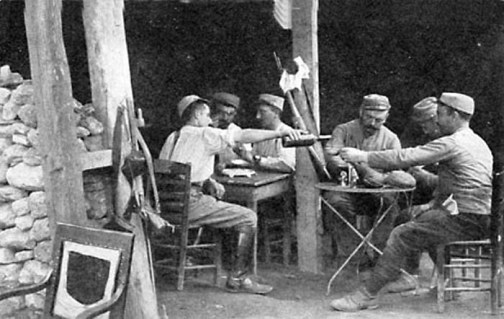
Артилеристи п'ють вино, 1916 рік

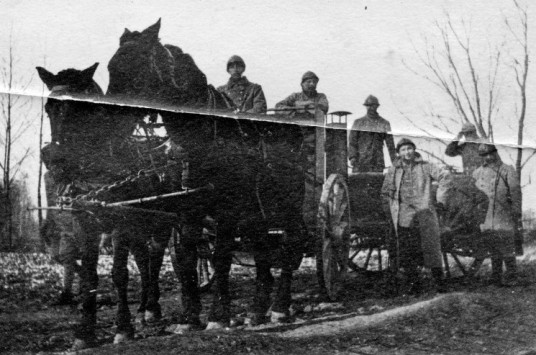
Французька польова кухня

Див.: Іпрська битва(1915), Верденська битва

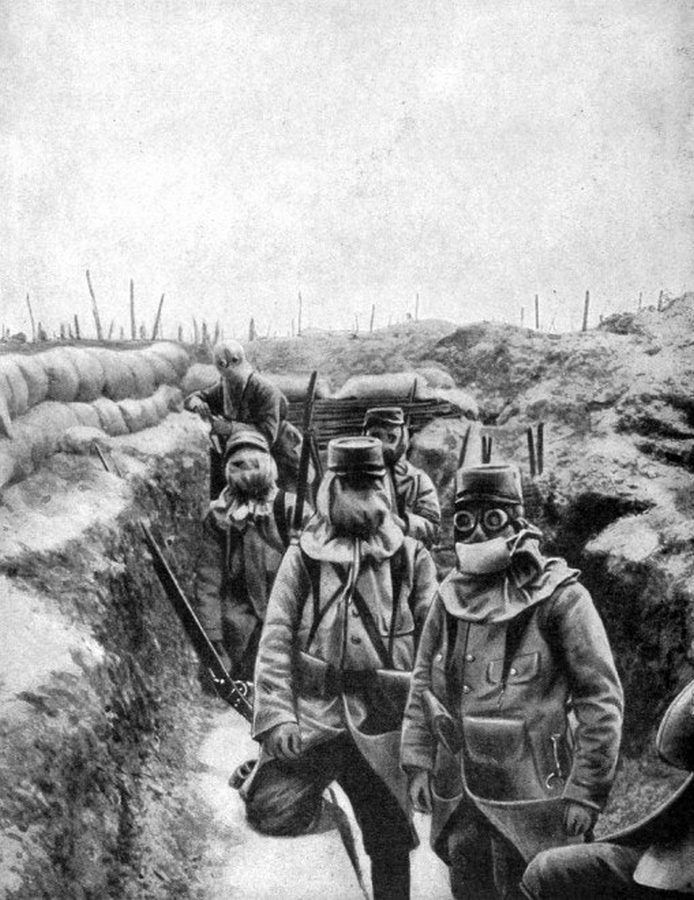
Французькі солдати у протигазах. 1915 рік

У період із 21 квітня по 25 травня 1915 року тривала друга Іпрська битва. 22 квітня німецька армія розпорошила 168 тонн хлору в сторону позицій французів. Ця атака викликала серед французів справжню паніку, змусивши їх відступити. В результаті битви жодна зі сторін не досягла визначених цілей. Німецькій армії не вдалося прорвати оборони союзницьких військ. Слідом за Німеччиною Франція так само виробляла і іноді використовувала газ.
У лютому 1916 року німецьке командування вирішило перехопити ініціативу й почало наступ на Верден. Верденська операція тривала майже місяць і закінчилася поразкою німців. Під час битви за Верден французи втратили 350 000 чоловік, німці — 600 000.
1 червня командування Антанти почало наступ на річці Соммі. В результаті операції Антанта захопила територію в 200 квадратних кілометрів, 105 000 німецьких полонених, 1 500 кулеметів і 300 одиниць зброї, але прорвати фронт англо-французьким військам не вдалося.
До кінця 1916 року спільні втрати коаліції складали близько 6 мільйонів чоловік вбитими й 10 мільйонів пораненими.

## 1917—1918
Див.: Битва на Марні(1918), Стоденний наступ
У червні 1917 року у Франції відбулося 285 страйків у яких взяло участь понад 108 000 чоловік. Французи вимагали припинення війни, підвищення зарплат, покращення умов праці, скорочення робочого дня.
З 15 липня по 6 серпня 1918 року тривала друга битва на річці Марні, яка закінчилася перемогою союзних військ. У цій битві французи втратили 95 165 загиблими та пораненими, німці — 139 000 загиблими та пораненими. Це була остання наступальна операція німецької армії на Західному фронті.
У листопаді 1917 року французький уряд очолив Жорж Клемансо.
Після поразки у другій масштабній битві на берегах Марні німецькі війська перейшли до оборони. Натомість, союзники захистили спромоглися утримати та захистити Париж й підготуватися до рішучого контрнаступу.
З 8 серпня по 11 листопада 1918 року тривала серія наступальних операцій союзних військ Антанти на Західному фронті, що призвело до остаточного краху Німецьку імперію з її подальшою капітуляцією та завершенням війни.
У вирішальній битві на боці Антанти крім французьких військ брали участь англійські, австралійські, індійські, бельгійські, канадські та американські й португальські війська. Низкою потужних ударів війська союзників розгромили супротивників й змусили німецькі війська розпочати відступ з Франції за лінію Гінденбурга.
Перша світова війна 1914—1918 років закінчилася перемогою Антанти. Спільні втрати обох коаліцій складали 10 мільйонів вбитими і понад 20 мільйонів пораненими.

## Бронетехніка
Ближче до кінця війни справжньою сенсацією стало поява на полі бою французьких легких танків Renault — FT-17. Французи використали власні важкі танки Saint-Chamond, які, як і британські чи німецькі аналоги були сухопутними броненосцями. Їх завданням було підтримувати піхоту, рухаючись разом із нею.

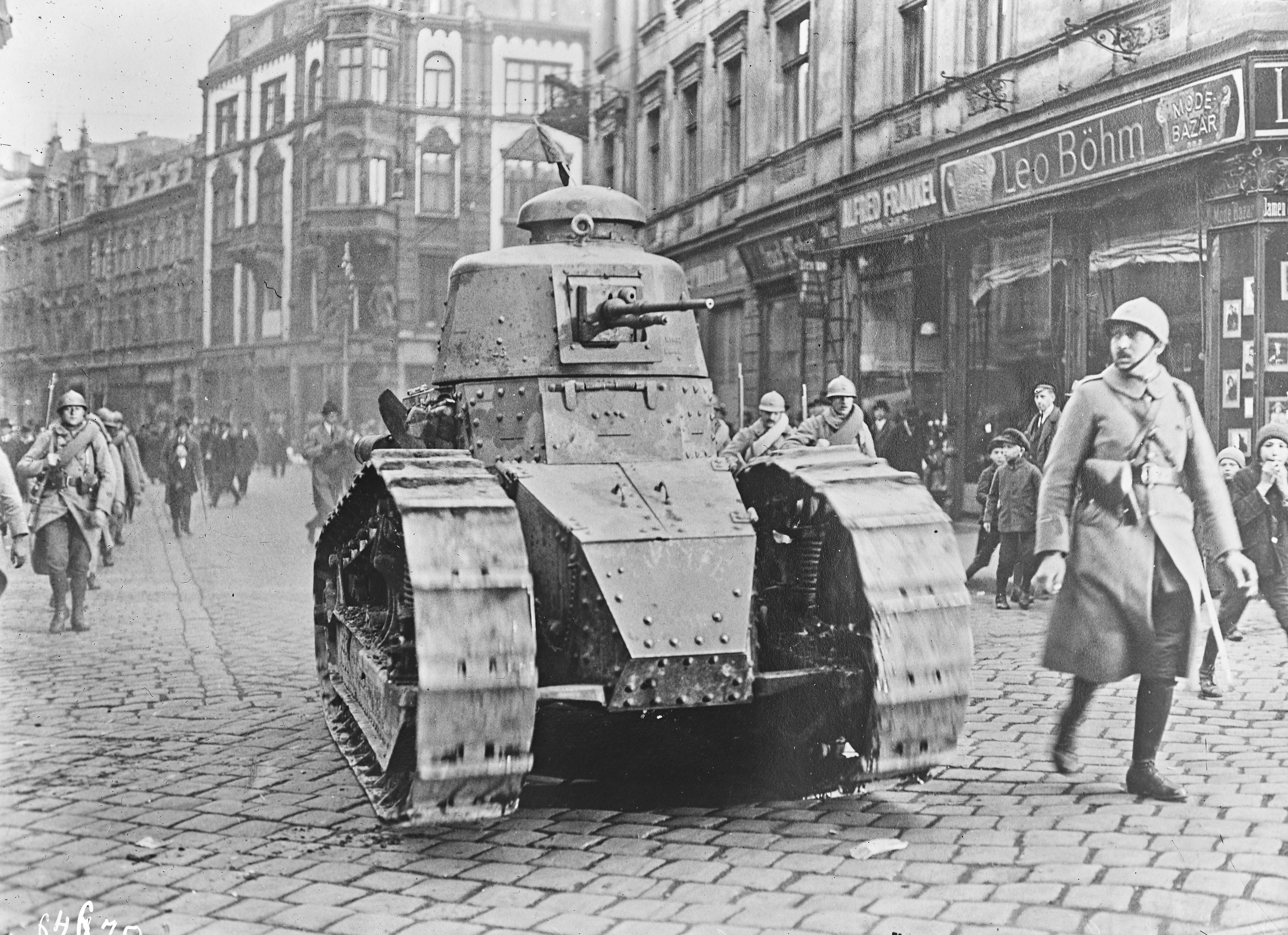
Renault FT-17

Однак незабаром французи усвідомили, що армії гостро не вистачає легких броньованих машин, які змогли б діяти вільніше, без прив'язки до піхоти. Їм була потрібна кавалерія нового типу. Автомобільна компанія Renault розробила танк, який відповідав вимогам військових.
Renault-FT17 вийшов настільки ефективним, що компонування цього танка (башта з основним озброєнням нагорі, моторно-трансмісійне відділення ззаду, бойове відділення попереду) стало класичним і зберігається майже у всіх танках.
Отже не лише радянські Т-34 та російські Т-90, але і американські «Абрамс» — всі вони нащадки французького легкого Renault, що воював на полях Першої світової війни.

## Наслідки війни
11 листопада 1918 року у вагоні французького маршала Фердинанда Фоша, головнокомандуючого військами Антанти на Західному фронті було підписано Комп'єнське перемир'я, яке сприймалося у Франції як торжество історичної справедливості як вияв її військової могутності та провідної ролі у світі. Вдень 11 листопада у Парижі пролунали черги артилерійного салюту. Незнайомі люди обіймалися, танцювали та співали. На вулицях Парижу був натовп людей.
Правлячими колами та урядом Жоржа Клемансо активно використовувалось гасло «Дух перемоги» для обґрунтування їхнього лідерства на Паризькій мирній конференції. Також активно використовувалось гасло: «Боші за все сплатять».
За кількістю втрат людських життів у війні Франція поступилася лише Росії та Німеччині. Вони склали 1 800 000 загиблих (це удвічі більше ніж англійців і у 12 разів більше ніж американців), 2 800 000 поранених, 600 000 калік. В роки війни французька нація стратила 16-27 % чоловіків у віці 20-40 років. Частка Франції у населенні Європи скоротилася таким чином з 9,7 до 8,1 відсотка у 1930 році.
Прямі втрати становили 12 % загального багатства країни: 55 мільярдів золотих франків (або 137 мільярдів за курсом франка у 1920 році). Північно-східні регіони країни в роки війни були окуповані, що склало 7 % території, але тут було сконцентровано 74 % видобутку вугілля. 63 % — виплавки сталі, 81 % — чавуну. Певної руйнації зазнали майже 10 000 промислових підприємств, 6 000 кілометрів залізничних та 62 000 кілометрів шосейних доріг. Торговельний флот зменшився на 40 %, сільське господарство — на третину. У катастрофічному становищі опинилися фінанси — зовнішній борг союзникам сягав 7 мільярдів доларів (40 мільярдів франків), дефіцит державного бюджету у 1918 році склав 54 мільярдів франків.
Статус країни-переможця гарантував Франції місце постійного члена Ради Ліги Націй, німецькі колонії, повернення Ельзасу і Лотарингії, контроль упродовж 15 років над Саарським вугільним басейном, німецькі репарації (52 відсотки). Був ослаблений та роззброєний головний конкурент Франції — Німеччина. Певною мірою були підірвані і переваги острівного становища Великої Британії — союзника та у той ж час конкурента.
Перші повоєнні роки були досить складними: скоротилося виробництво, постала проблема працевлаштування демобілізованих, інфляція й дорожнеча життя стимулювали посилення страйкового руху. У страйках 1919 і 1920 років брали участь понад два мільйони осіб. 1920 року був Всезагальний страйк залізничників, який тривав впродовж усього травня. Французький уряд був змушений звернутися по допомогу до американців. Американці зобов'язалися збільшити поставки продовольства у постраждалі райони, передати частину транспортних засобів та трофейного обладнання. Німецьких військовополонених почали використовувати на відбудовних роботах.
Французькі робітники були не задоволені своєю зарплатнею і вимагали скоротити робочий день до 8 годин. Найбільшого розмаху страйковий рух набув у 1919—1920 роки. Одним з наймасштабніших був страйк залізничників у травні 1920 року, під час якого було висунуто вимогу націоналізації залізниць. У страйках щорічно брали участь понад 1 мільйона чоловік
.
Весною 1919 року було прийнято закон про восьмигодинний робочий день та право профспілок укладати колективні договори з підприємцями.
З переможним завершенням війни припинив свою діяльність суспільний та партійний консенсус, якого дотримувалися всі політичні сили країни у 1914—1918 роках. Обговорення повоєнних міжнародних та внутрішніх економічних проблем супроводжувалися бурхливими сутичками та дискусіями. Праві вимагали від Німеччини стовідсоткової сплати збитків, а представники лівореспубліканських угруповань і соціалісти концентрували увагу на досягненні соціальної стабілізації і на більш толерантному ставленні до переможених. Лідер соціалістів М. Кашен, перебуваючи під впливом революційних подій в Європі, переконував депутатів парламенту влітку 1919 року, що буржуазія не спроможна поліпшити політичне становище в країні.
Ситуація ускладнилась політикою Ж. Клемансо у повернених Франції за Комп'єнським перемир'ям провінціях — Ельзас та Лотарингії. Французький уряд, декларуючи якнайшвидшу інтеграцію провінцій, вдалася до низки непопулярних заходів, які викликали протести населення ново приєднаних областей, у яких більшість людей розмовляло німецькою мовою. Німецьке населення Ельзасу та Лотарингії зазнало дискримінації у правах. Розпочався перепис населення у цих провінціях і поділ їх на чотири категорії (А, Б,В, Г). Категорія «А» мала включати тих, у кого старші члени родини були французами і мешкали у Франції до 1870 року. Категорія «Б» — тих, у кого батько чи мати мали французьке коріння. До категорії «В» належали вихідці із нейтральних країн, а до категорії «Г» відносили тих, у кого батьки були німцями. Тоді ж розпочалася депортація німецького населення з провінцій, як і поспішне впровадження тут світського законодавства республіки, що зачіпало почуття католиків і порушувало принципи конкордату з Ватиканом, який було укладено ще за німецьких часів.
18 січня 1919 року Франція стала учасником міжнародної конференції, метою якої була підготовка та укладення мирних договорів з Німеччиною та її союзниками. Головував на ній Жорж Клемансо.
Французька програма післявоєнного миру вимагала розподілу Німеччини на окремі держави, її повну демілітаризацію, проведення міжнародного судового процесу над підпалювачами війни, передача Саару у власність Франції, встановлення кордону між Німеччиною та Францією по річці Рейн, створення на території Рейнської області маріонеткової держави, стовідсоткового відшкодування збитків, нанесених війною.
Через спротив союзників Ж. Клемансо не вдалося домогтися повної реалізації своєї програми на Паризькій конференції. Від Німеччини відокремилась Саарська область і передавалась під управління Ліги Націй терміном на 15 років. Лівий берег Рейну окопувався військами Антанти від 5 до 15 років. Ця територія оголошувалася демілітаризованою. Така ж зона простягалася на 50 кілометрів вздовж правого берегу Рейну.
На конференції союзники не дійшли згоди щодо суми репарацій з Німеччини. До 1 травня 1920 року Німеччина зобов'язувалась сплатити 29 мільярдів золотих марок грішми та товарами. Контроль за цим покладався на союзну репараційну комісію під головуванням представника Франції. У випадку несплати чи недотримання статей Версальського договору країни Антанти обумовили собі право введення військ на територію Німеччини.
Відповідно до рішень Паризької конференції Франція, як і інші країни-переможці, отримали у формі «мандатів» Ліги Нації частину німецьких колоній — Того, Камерун, повернули собі Конго та турецьких — Сирію та Ліван.
Значні дебати у французькому парламенті викликала ратифікація Версальського договору у 1919 році. Праві політичні сили обвинувачували Ж. Клемансо у нехтуванні національними інтересами Франції і скористалися цією обставиною під час президентських виборів.
Важливим напрямком зовнішньої політики уряду Клемансо стала боротьба проти Радянської Росії. За угодою з Англією про поділ російської території, підписаного у грудні 1917 року, за Францією закріплялися Україна, Бессарабія і Крим. Восени 1818 року французькі війська висадилися в Криму та на південному узбережжі України. У квітні 1919 року кабінет Ж. Клемансо відкликав свої військові сили і відмовився від відкритої інтервенції проти Росії. Однією з причин такого рішення було повстання моряків французької ескадри у Чорному морі та у французьких портах Тулон і Брест, які були базами постачання інтервенції. Більшість учасників повстань були засуджені до каторжних робіт та різних термінів тюремного ув'язнення.